# アラゴーの円板
アラゴーの円盤（アラゴーのえんばん）とは、物理学者フランソワ・アラゴーが1824年に発見した、磁石と良導体（低抵抗の電気伝導体）との間に起きる現象である。
この現象の簡単な実験例としては、円盤状の金属板などの電気伝導体に、U字型などの、NとSの両極を円盤にごくわずかな間隙で接させることができる磁石を配置し、その磁石を回転させると、伝導体の円盤の側は非磁性であるにもかかわらず、磁石と同方向に回転するというものである。

## 原理
磁界の移動により、電磁誘導により伝導体の中に渦電流が生じ、その渦電流による磁界と磁石による磁界の相互作用により伝導体の運動が起きる。

## 滑り
磁石の回転速度を同期速度 Ns といい、同期速度と金属板の回転速度 N との差を相対速度という。相対速度は金属板からみた磁石の回転速度でもある。相対速度と同期速度との比を滑りという。量記号は s を使う。
- {\displaystyle s={\frac {N_{s}-N}{N_{s}}}}

滑りが0に近づくと、金属板の渦電流が小さくなりトルクも小さくなる。

## 用途
磁石を実際に回転させるのではなく、電気的に磁場を回転させて利用するものが多い。
- 風速計
- 自動車のスピードメーターやタコメーター（機械式のもの）
- 電力量計
- 誘導電動機
- 誘導円盤型過電流継電器

など。

## 注
1. ↑  「アラゴーの円板」『百科事典マイペディア』。コトバンクより2022年2月10日閲覧。